# Аркомано I (Козенца)
Аркомано I је насеље у Италији у округу Козенца, региону Калабрија.
Према процени из 2011. у насељу је живело 16 становника. Насеље се налази на надморској висини од 356 м.